# Апатеу (комуна)
Апатеу (рум. Apateu) — комуна у повіті Арад в Румунії. До складу комуни входять такі села (дані про населення за 2002 рік):
- Апатеу (2426 осіб) — адміністративний центр комуни
- Берекіу (913 осіб)
- Моціорі (345 осіб)

Комуна розташована на відстані 414 км на північний захід від Бухареста, 61 км на північний схід від Арада, 140 км на захід від Клуж-Напоки, 104 км на північний схід від Тімішоари.

## Населення
За даними перепису населення 2002 року у комуні проживали 3684 особи.
Національний склад населення комуни:
| Національність | Кількість осіб | Відсоток |
| -------------- | -------------- | -------- |
| румуни         | 3493           | 94,8%    |
| цигани         | 183            | 5,0%     |
| угорці         | 7              | 0,2%     |
| українці       | 1              | < 0,1%   |

Рідною мовою назвали:
| Мова       | Кількість осіб | Відсоток |
| ---------- | -------------- | -------- |
| румунська  | 3495           | 94,9%    |
| циганська  | 183            | 5,0%     |
| угорська   | 5              | 0,1%     |
| українська | 1              | < 0,1%   |

Склад населення комуни за віросповіданням:
| Релігія        | Кількість осіб | Відсоток |
| -------------- | -------------- | -------- |
| православні    | 3291           | 89,3%    |
| адвентисти     | 220            | 6,0%     |
| баптисти       | 88             | 2,4%     |
| п'ятдесятники  | 76             | 2,1%     |
| греко-католики | 3              | 0,1%     |
| не релігійні   | 3              | 0,1%     |
| римо-католики  | 2              | 0,1%     |
| реформати      | 1              | < 0,1%   |